# Horakia
Genre
Synonymes
Verrucospora E.Horak, 1976
Horakia ou Verrucospora est un genre de champignons basidiomycètes de la famille des Agaricaceae.

## Liste d'espèces
Selon Catalogue of Life (28 octobre 2013) et Index Fungorum (28 octobre 2013) :
- Verrucospora flavofusca (Henn.) Jülich 1982
- Verrucospora vulgaris Pegler 1977

Selon NCBI (28 octobre 2013) :
- Verrucospora flavofusca